# 格兰特·贡德赖齐克
格兰特·贡德赖齐克（英語：Grant Gondrezick，1963年1月19日—），美国NBA联盟前职业篮球运动员。他在1986年的NBA选秀中第4轮第7顺位被菲尼克斯太阳选中。